# 동민회
동민회(同民會)는 일제강점기에 반일 운동에 대항하기 위해 조직되어 활동했던 단체이다.

## 개요
1924년 4월 15일에 경성부에서 발회식을 갖고 결성되었다. 3·1 운동 이후의 반일 분위기가 간토 대지진으로 고조되자, 일선융화라는 표어를 중심으로 이에 대항하기 위해 조직되었다. 박영효와 송병준 등이 발기인이었으며, 단체의 운영비는 일본 재계의 유력자들이 지원하였다.
주요 활동은 강연회 등을 통하여 조선 독립을 주장하는 사상이나 사회주의 이념을 비판하고, 내선융화, 미풍양속, 노자협조, 농촌진흥, 사회개선 등을 선전했다. 일부 타협론자들이 주장한 자치 운동에도 1930년대 초까지 반대하는 등 친일 단체 가운데서도 보수적인 성향이었다. 주요 참가자들은 조선인 자본가 또는 유력자들이었다. 기관지 《동민》을 발행했다.
중일 전쟁 발발 후 전시체제 하에서 국민총력조선연맹으로 흡수되었다.

## 연혁
- 1924년 : 발회식 개최
- 1925년 : 조선총독부의 잠사업 조장사업에 호응한 품평회 개최
- 1926년 : 총독부의 산미증식 계획에 협력하는 내용을 담은 《동민하계대학강연집》 발행
- 1932년 : 도쿄의 일본 경시청 습격 사건에 대하여 "한 광인의 광태"로 인한 것이라는 비난 성명 발표
- 1938년 : 지원병제도 실시 축하 모임에 부회장 신석린이 동민회 대표로 참가
- 1938년 : 국민정신총동원조선연맹 발대식에 참가

## 같이 보기
- 국민총력조선연맹
- 국민협회

## 참고자료
- 친일인명사전편찬위원회 (2004년 12월 27일). 《일제협력단체사전 - 국내 중앙편》. 서울: 민족문제연구소. 236~239쪽쪽. ISBN 8995330724.